# Японско кино
Началото на японската кинематография било положено през 1899 година с краткия документален филм Geisha No Teodori. В зората на миналия век киносалоните в Япония наемали benshi – разказвачи, които седели встрани от екрана и разказвали историята на немите филми. Те били нещо като наследници на артистите от Kabuki театрите и често пъти били по-популярни от самите филмови актьори. Беншите можели да бъдат акомпанирани и от музика, подобно на немите филми от кината на запад. Те си позволявали да интерпретират историята по свой начин, да вмъкват нови неща и дори да променят репликите на героите. С навлизането на звука в началото на 30-те тяхната професия постепенно замряла.
През 30-те години започва да добива популярност един от първите големи японски сценаристи и режисьори – Кенджи Мизогучи През военните години поради големия интерес към неговите творби той е принуден от японското правителство да снима пропагандни филми. Мизогучи е един от първите нео-реалисти на японската култура. Той се стреми да улови във филмите си духа на прехода, трансформацията на Япония от феодализъм към модернизъм. Уви, по време на бомбардировките от втората световна война и няколко големи земетресения някои от неговите (и не само негови) филми са безвъзвратно изгубени.
Големият бум идва след края на войната. Годината е 1954, а знаменитите събития са две. Акира Куросава сътворява своята класика „Седемте самураи“ (Shichinin no samurai), а чудовищната „Годзила“ (Gojira) разтърсва за първи път кино салоните.
Куросава добива световна популярност и печели редица награди. Той проължава да твори в жанра Jidaigeki – историческа драма, разказваща за живота на традиционни японски персонажи като войни, управници, занаятчии и търговци. Куросава е вдъхновен от розлични източници – заимства похвати от американските уестърни и noir филми и успешно пренася характерни в своите филми, смесвайки ги с личния си стил и източна чувствителност, адаптира мотиви от Шекспир и Достоевски, като ги преразказва на фона на феодална Япония. Други класически творби на Куросава са „Телохранителят“ (Yojimbo), неговото продължение Sanjuro, The Hidden Fortress, Kagemusha и др. Влиянието на Куросава в световното кино е наистина огромно. Холивуд успешно заменя самураите с каубои и през 1960 римейкът по „Седемте самураи“ – „Великолепната седморка“ на Джон Стърджис жъне успех. По-късно през 60-те години японските продуценти съдят Серджо Леоне, обвинявайки го, че уестърнът “A Fistful of Dollars” с Клинт Ийстууд е преразказ сцена по сцена на Yojimbo, и в крайна сметка печелят делото. Горе-долу по същото време младият Джордж Лукас открива очарованието на непознатата японска култура чрез филмите на Куросава. Двамата непрестанно спорещи селяни през чиито очи виждаме историята на The Hidden Fortress се превръщат в прототипи на R2-D2 и C-3PO от Междузвездни войни. Част от вдъхновението на Лукас за неговата звездна сага било усещането в тези филми за една напълно непозната и екзотична култура, която обаче носи в себе си реализъм и кара западния зрител да се потопи в нея, сякаш винаги я е познавал. Лукас дори възнамерявал да даде ролята на Оби-Уан Кеноби на Тоширо Мифуне, легендарната звезда от множество самурайски филми. През 1979 Джордж Лукас и Франсис Форд-Копола убеждават 20th Century Fox да им дадат пари да продуцират филма на Куросава “Kagemusha”
Годзила също се радва на световна известност. Чудовището е пряко отражение на апокалиптичния кошмар на двете атомни бомби и страха от навлизането на атомната енергия. Появата на Годзила е алегорично предупреждение за заплахата, надвиснала над планетата ни ако тази мощ се използва неразумно. Жанрът става известен като Kaiju или „филм за чудовища“. Международния успех на първия филм и големите приходи за компанията Toho.Co водят до редица продължения. Във всяко от тях Годзила се изправя срещу нови гигантски зверове (измежду които е и Кинг Конг), а титаничните битки водят до разрушаването на цели градове. Днес след повече от 50 години и 29 филма зад гърба си Годзила продължава да е все така популярна. През 1998 се появява и американската трактовка, която обаче е трърде далеч от оригинала и не е възприета от феновете като част от франчайза. През 1999 се слага началото на Godzilla: Millenium серията, в чийто последен филм – Final Wars японската Годзила се сблъсква с конкуренцията от американската версия (която в този филм е преименувана на Zilla) и ѝ разказва играта.
През 60-те и 70-те години японската публика се прехласва и по приключенията на Ultraman – култов персонаж и основоположник на Tokusatsu жанра, или игрален сериал със специални ефекти, фантастичен екшън. Героите в тези филми са супергерои, роботи, чудовища и извънземни. Създателят на Ultra сериите, Еиджи Тсубурайа е един от пионерите на специалните ефекти в японското кино, разработил костюми, макети, миниатюри и ред други неща, без които фантастичните филми нямаше да са така фантастични. Днес неговото наследство, Tsuburaya Productions е една от водежите компании за специални ефекти в азиатското кино.
Наред с бума на фантастиката традиционните жанрове също продължават да са все така популярни. А може би най-популярен е Затоичи. С 4 сериала и 27 филма зад гърба вече не се знае колко врагове са се нанизали на меча на слепия войн.
Кратката ни история на японското кино не би била пълна без да споменем и гангстерските филми или Yakuza. И докато през 60-те години героите в тях са по-скоро положителни, въпреки че са от другата страна на закона, то през 70-те много от yakuza филмите започват да се правят по истински истории и се снимат в натуралистичен и почни документален стил, изпълнени с неприкрита жестокост и насилие. С тези филми изгрява звездата на Кен Такакура, известен като японския Клинт Ийстууд. С течение на времето в япония се появяват много студия, които започват да правят нискобюджетни продукции, копиращи модела на евтините американски екшъни и полицейски сериали. Изключение са гангстерските драми на Такеши Китано.
В последно време на почит като чели са най-много японските филми на ужасите, известни като J-Horror, не малко от които се сдобиха и с холивудски римейк. За разлика от западните ужаси, които разчитат предимно на чудовищни персонажи и кървави касапници (или казано иначе – да шокират и отвратят), японските такива се целят предимно в психологическите страхове на зрителя, стремят се да създадат чувство за клаустрофобия, параноя и страх от неизвестното. Японските сценаристи често прибягват до различни народни поверия и легенди, които са нови за западната публика. Едни от най-популярните заглавия са Honogurai mizu no soko kara (Dark Water), Ringu (The Ring), Ju-On (The Grudge) и др.